# Procalypta subcyanea
Procalypta subcyanea är en fjärilsart som beskrevs av Walker 1854. Procalypta subcyanea ingår i släktet Procalypta och familjen björnspinnare. Inga underarter finns listade i Catalogue of Life.